# Sparasion pacificum
Sparasion pacificum är en stekelart som beskrevs av William Harris Ashmead 1893. Sparasion pacificum ingår i släktet Sparasion och familjen Scelionidae. Inga underarter finns listade i Catalogue of Life.